# Hans-Jürgen Klunker
Hans-Jürgen Klunker (* 7. Januar 1941 in Meißen) ist ein deutscher ehemaliger Radrennfahrer der DDR. Er war mehrfacher DDR-Meister und Teilnehmer an den UCI-Weltmeisterschaften im Bahnradsport. Sein Spitzname zur aktiven Zeit lautete „Hanser“.

## Sportliche Laufbahn
Seine sportliche Laufbahn begann er 1957 beim Verein BSG Medizin Meißen. Vom November 1959 bis zum August 1974 war er für den ASK Vorwärts Leipzig aktiv.
In der DDR gewann Klunker 1963, 1964 und 1965 die nationalen Titel im 1000-Meter-Zeitfahren, 1964 im Tandemrennen mit seinem Partner Tertschek und 1965 im Sprint. 1964 stand er im Aufgebot der DDR-Mannschaft für die Ausscheidungsrennen zur Nominierung der gesamtdeutschen Mannschaft für die Olympischen Spiele in Tokio. Er konnte sich allerdings im 1000-Meter-Zeitfahren nicht gegen Lothar Claesges durchsetzen. Auch in den Tandemrennen um den Olympiastartplatz unterlag er mit Tertschek gegen Klaus Kobusch und Willi Fuggerer aus der Bundesrepublik.
Er verbuchte drei internationale Erfolge mit den Siegen bei der Internationalen Sprintermeisterschaft von Berlin auf der Berliner Winterbahn 1963 vor Rainer Marx, 1965 vor Jürgen Geschke und 1966 vor Daniel Morelon. 1965 gewann er die Internationale Omnium-Meisterschaft von Berlin auf der Radrennbahn der Werner-Seelenbinder-Halle mit Erhard Hancke als Partner.
Bei den Bahnradsport-Weltmeisterschaften startete Klunker zweimal im Sprint. 1965 wurde er im Achtelfinale disqualifiziert. 1966 blieb er nach den Vorläufen ohne Platzierung.

## Berufliches
Von 1974 bis 1983 war er als Lehrer an der Karl-Marx-Universität Leipzig tätig. 1983 übersiedelte er in die Bundesrepublik Deutschland. Dort war er weiterhin im Radsport als Landesverbandstrainer Niedersachsen beruflich tätig. Er gehörte als Vizepräsident für Leistungssport Rennsport und Offroad dem Radsportverband Niedersachsen an. Von diesem Posten trat er am 24. Januar 2019 zurück.